# Biển báo giao thông tại Việt Nam

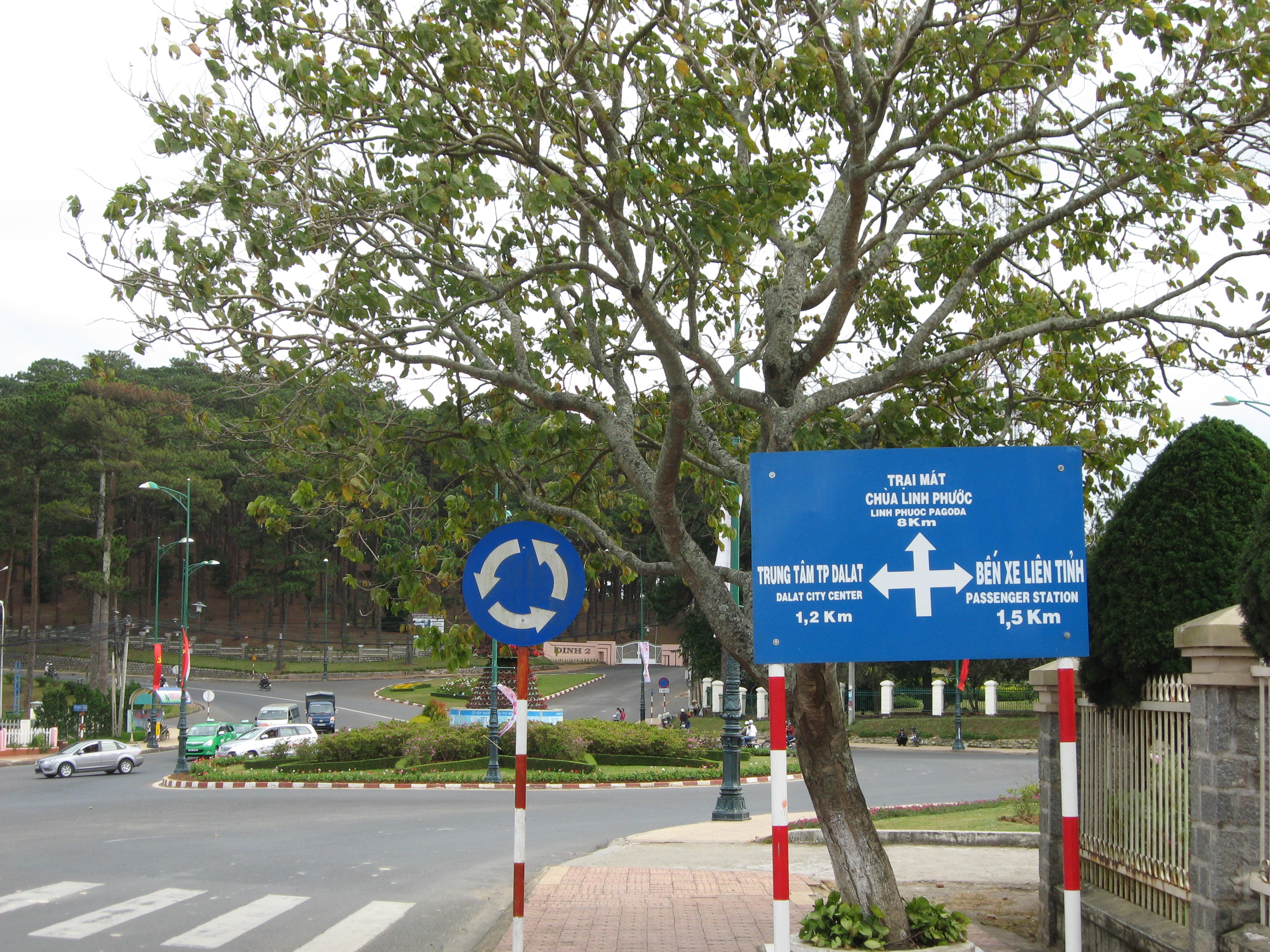
Một biển báo hiệu lệnh và một biển báo chỉ đường ở Đà Lạt, chụp năm 2011

Hệ thống biển báo giao thông ở Việt Nam được quản lý theo Luật Đường bộ, Luật Trật tự, an toàn giao thông đường bộ, Luật Tiêu chuẩn và Quy chuẩn kỹ thuật được phê duyệt bởi Chính phủ. Hệ thống biển báo hiện nay được điều chỉnh và quy định trong Quy chuẩn kỹ thuật quốc gia về báo hiệu đường bộ (QCVN 41, hay Quy chuẩn 41) do Cục Đường bộ Việt Nam biên soạn, Bộ Khoa học và Công nghệ Việt Nam thẩm định, Bộ trưởng Bộ Xây dựng (trước là Bộ Giao thông vận tải) ban hành, xác định các quy tắc sử dụng và sản xuất biển báo đường bộ. Hầu hết các biển báo đường bộ được sử dụng hiện tại ở Việt Nam đều theo các phiên bản tiêu chuẩn QCVN 41 được ban hành và có hiệu lực ở Việt Nam từ năm 2016, với phiên bản mới nhất hiện tại là QCVN 41:2024/BGTVT được ban hành vào ngày 15 tháng 11 năm 2024 và có hiệu lực ở Việt Nam từ 1 tháng 1 năm 2025. Đôi khi, một số biển báo đường bộ cũ từ các phiên bản quy chuẩn trước năm 2015 cho biển báo đường bộ và đường cao tốc hiện không còn hiệu lực vẫn tồn tại trên một số tuyến đường và đường cao tốc, đang được thay thế dần bằng phiên bản mới hơn. Biển báo đường bộ nói chung tuân thủ theo Công ước Viên 1968 và hiệp định GMS-CBTA.
Các phông chữ đươc dùng cho biển báo được phỏng theo kiểu chữ DIN 1451 của Viện Tiêu chuẩn Đức (DIN). Trong đó, giaothong1 (phông chữ nén) được phỏng từ DIN 1451 Engschrift và giaothong2 (phông chữ thường) được phỏng từ Alte DIN 1451 Mittelschrift gepraegt. Các tiền tố được dùng trong mã của biển báo bao gồm: P (cấm); DP (hết cấm); W (nguy hiểm và cảnh báo); R và R.E (hiệu lệnh); I (chỉ dẫn); IE (chỉ dẫn trên đường cao tốc); S, S.G và S.H (biển phụ).

## Biển báo cấm

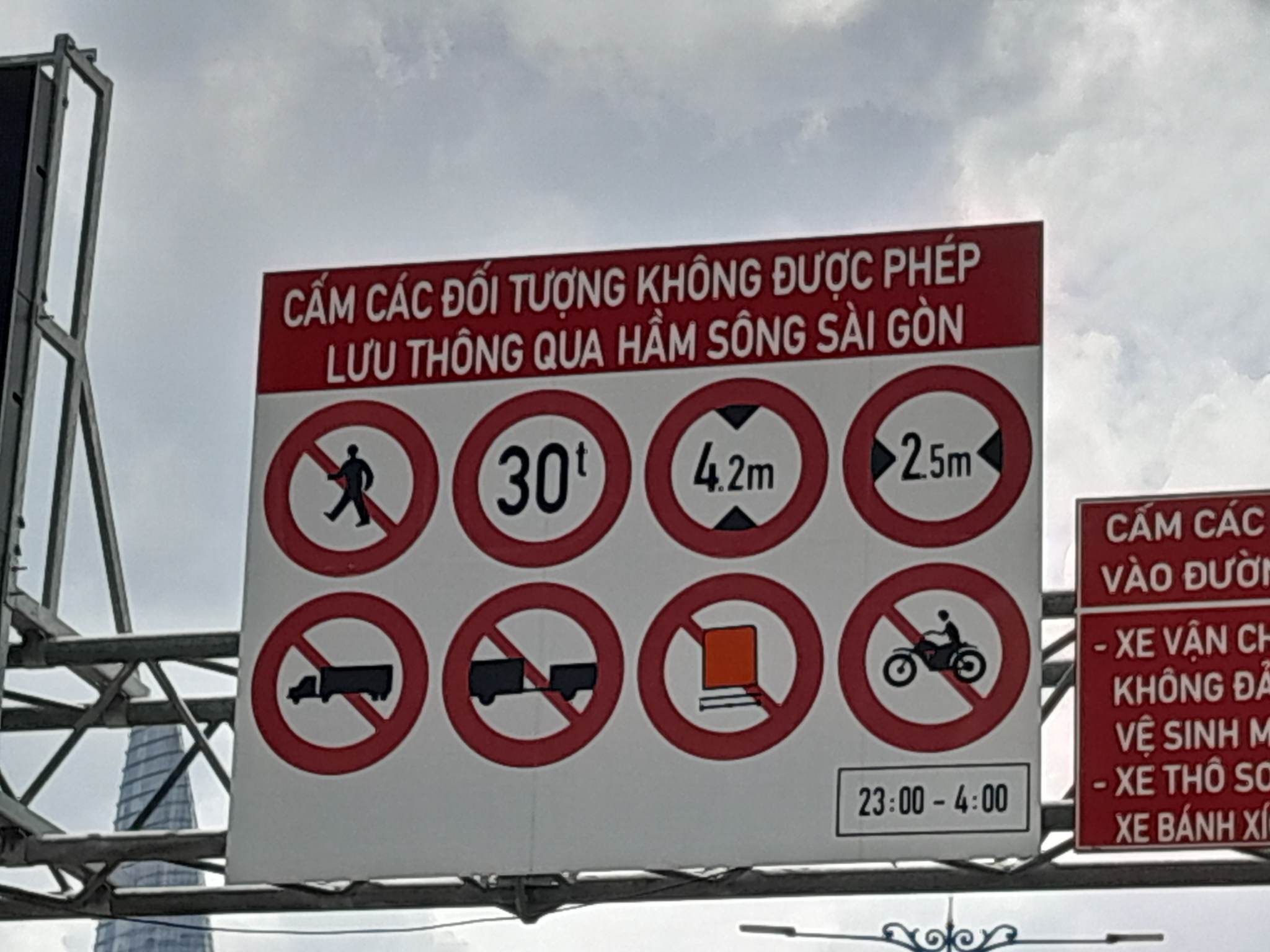
Các biển báo cấm ở lối vào hầm sông Sài Gòn

Nhóm biển báo cấm là nhóm biển biểu thị các điều cấm mà người tham gia giao thông không được vi phạm. Biển báo cấm chủ yếu có dạng hình tròn, viền đỏ, nền màu trắng, trên nền có hình vẽ hoặc chữ số, chữ viết màu đen thể hiện điều cấm, trừ một số trường hợp đặc biệt.
Các biển cự ly tối thiểu giữa hai xe, cấm vượt, hạn chế tốc độ, cấm sử dụng còi, cấm đỗ xe và cấm dừng xe có hiệu lực được tính từ nơi đặt biển đến ngã ba, ngã tư tiếp theo hoặc đến các biển hết cấm tương đương, riêng các biển cự ly tối thiểu giữa hai xe, cấm sử dụng còi, cấm đỗ xe và cấm dừng xe còn căn cứ vào các biển phụ.

P.101: Đường cấm
P.102: Cấm đi ngược chiều
P.103a: Cấm xe ô tô
P.103b: Cấm xe ô tô rẽ phải
P.103c: Cấm xe ô tô rẽ trái
P.104: Cấm xe máy
P.105: Cấm xe ô tô và xe máy
P.106a: Cấm xe ô tô tải
P.106b: Cấm ô tô tải có khối lượng chuyên chở lớn hơn giới hạn[4] (cấm luôn cả máy kéo và xe máy chuyên dùng)
P.106c: Cấm các xe chở hàng nguy hiểm
P.107: Cấm xe ô tô khách và xe ô tô tải (cấm luôn cả máy kéo và xe máy chuyên dùng)
P.107a: Cấm xe ô tô khách
P.107b: Cấm xe ô tô taxi
P.108:  Cấm xe kéo rơ-moóc
P.108a: Cấm xe sơ-mi rơ-moóc
P.109: Cấm máy kéo
P.110a: Cấm xe đạp
P.110b: Cấm xe đạp thồ
P.111a: Cấm xe gắn máy
P.111b: Cấm xe lam
P.111c: Cấm xích lô máy
P.111d: Cấm xe ba bánh loai không có động cơ
P.112: Cấm người đi bộ
P.113: Cấm xe người kéo, đẩy
P.114: Cấm xe  vật nuôi kéo
P.115: Hạn chế trọng tải toàn bộ xe
P.116: Hạn chế tải trọng trên trục xe
P.117: Hạn chế chiều cao xe
P.118: Hạn chế chiều ngang xe
P.119: Hạn chế chiều dài xe
P.120: Hạn chế chiều dài xe cơ giới kéo theo rơ-moóc hoặc sơ-mi rơ-moóc
P.121: Cự ly tối thiểu giữa hai xe (có thể kèm theo biển S501: Phạm vi tác dụng của biển)
P.123a: Cấm rẽ trái (không cấm quay đầu xe)
P.123b: Cấm rẽ phải
P.124a1: Cấm quay đầu xe (được rẽ trái)
P.124a2: Cấm quay đầu xe (được rẽ phải)
P.124b1: Cấm ô tô quay đầu xe (được rẽ trái)
P.124b2: Cấm ô tô quay đầu xe (được rẽ phải)
P.124c: Cấm rẽ trái và quay đầu xe
P.124d: Cấm rẽ phải và quay đầu xe
P.124e: Cấm ô tô rẽ trái và quay đầu xe
P.124f: Cấm ô tô rẽ phải và quay đầu xe
P.125: Cấm vượt
P.126: Cấm xe ô tô tải vượt
P.127: Tốc độ tối đa cho phép (20 km/h)
P.127: Tốc độ tối đa cho phép (30 km/h)
P.127: Tốc độ tối đa cho phép (40 km/h)
P.127: Tốc độ tối đa cho phép (50 km/h)
P.127: Tốc độ tối đa cho phép (60 km/h)
P.127: Tốc độ tối đa cho phép (70 km/h)
P.127: Tốc độ tối đa cho phép (80 km/h)
P.127: Tốc độ tối đa cho phép (90 km/h)
P.127a: Tốc độ tối đa cho phép về ban đêm (hiệu lực được tính từ nơi đặt biển sau khi đặt biển R420: Bắt đầu khu đông dân cư đến vị trí đặt biển R421: Hết khu đông dân cư)
P.127b: Giới hạn tốc độ theo làn đường
P.127c: Giới hạn tốc độ theo phương tiện trên từng làn đường
DP.127a: Hết hạn chế tốc độ tối đa cho phép theo phương tiện trên từng làn đường
DP.127b: Hết hạn chế tốc độ tối đa cho phép theo làn đường
DP.127c: Hết hạn chế tốc độ tối đa cho phép theo phương tiện trên từng làn đường
P.128: Cấm sử dụng còi (có thể kèm theo biển S501: Phạm vi tác dụng của biển)
P.129: Kiểm tra
P.130: Cấm dừng xe và đỗ xe
P.131a: Cấm đỗ xe
P.131b: Cấm đỗ xe vào những ngày lẻ
P.131c: Cấm đỗ xe vào những ngày chẵn
P.132: Nhường đường cho xe cơ giới đi ngược chiều qua đường hẹp
DP.133: Hết cấm vượt
DP.134: Hết hạn chế tốc độ tối đa
DP.135: Hết tất cả các lệnh cấm
P.136: Cấm đi thẳng
P.137: Cấm rẽ trái và rẽ phải
P.138: Cấm đi thẳng và rẽ trái
P.139: Cấm đi thẳng và rẽ phải
P.140: Cấm xe công nông và các loại xe tương tự

## Biển báo nguy hiểm và cảnh báo
Nhóm biển báo nguy hiểm và cảnh báo là nhóm biển báo cho người tham gia giao thông biết trước các nguy hiểm trên đường để chủ động phòng ngừa kịp thời. Biển chủ yếu có hình tam giác đều, viền đỏ, nền màu vàng, trên có hình vẽ màu đen mô tả sự việc cần báo hiệu.

W.201a: Chỗ ngoặt nguy hiểm vòng bên trái
W.201b: Chỗ ngoặt nguy hiểm vòng bên phải
W.201c: Chỗ ngoặt nguy hiểm có nguy cơ lật xe bên phải (đường cong vòng sang trái)
W.201d: Chỗ ngoặt nguy hiểm có nguy cơ lật xe bên trái (đường cong vòng sang phải)
W.202a: Nhiều chỗ ngoặt nguy hiểm liên tiếp, chỗ đầu tiên sang trái
W.202b: Nhiều chỗ ngoặt nguy hiểm liên tiếp, chỗ đầu tiên sang phải
W.203a: Đường bị thu hẹp cả hai bên
W.203b: Đường bị thu hẹp về phía trái
W.203c: Đường bị thu hẹp về phía phải
W.204: Đường hai chiều
W.205a: Đường giao nhau (ngã tư)
W.205b: Đường giao nhau (ngã ba bên trái)
W.205c: Đường giao nhau (ngã ba bên phải)
W.205d: Đường giao nhau (hình chữ T)
W.205e: Đường giao nhau (hình chữ Y)
W.206: Giao nhau chạy theo vòng xuyến
W.207a: Giao nhau với đường không ưu tiên
W.207b: Giao nhau với đường không ưu tiên
W.207c: Giao nhau với đường không ưu tiên
W.207d: Giao nhau với đường không ưu tiên
W.207e: Giao nhau với đường không ưu tiên
W.207f: Giao nhau với đường không ưu tiên
W.207g: Giao nhau với đường không ưu tiên
W.207h: Giao nhau với đường không ưu tiên
W.207i: Giao nhau với đường không ưu tiên
W.207j: Giao nhau với đường không ưu tiên
W.207k: Giao nhau với đường không ưu tiên
W.207l: Giao nhau với đường không ưu tiên
W.207m: Giao nhau với đường không ưu tiên
W.208: Giao nhau với đường ưu tiên
W.209: Giao nhau có tín hiệu đèn giao thông
W.210: Giao nhau với đường sắt có rào chắn
W.211: Giao nhau với đường sắt không có rào chắn
W.211b: Giao nhau với đường tàu điện
W.212: Cầu hẹp
W.213: Cầu tạm
W.214: Cầu quay – cầu cất
W.215a: Kè, vực sâu phía trước
W.215b: Kè, vực sâu bên đường phía bên phải
W.215c: Kè, vực sâu bên đường phía bên trái
W.216a: Đường ngầm (thường đặt thêm cột thủy chí để báo mực nước)
W.216b: Đường ngầm có nguy cơ lũ quét (thường đặt thêm cột thủy chí để báo mực nước)
W.217: Bến phà
W.218: Cửa chui
W.219: Dốc xuống nguy hiểm
W.220: Dốc lên nguy hiểm
W.221a: Đường lồi lõm
W.221b: Đường có gồ giảm tốc
W.222a: Đường trơn
W.222b: Lề đường nguy hiểm
W.223a: Vách núi nguy hiểm phía bên trai
W.223b: Vách núi nguy hiểm phía bên phai
W.224: Đường người đi bộ cắt ngang
W.225: Trẻ em
W.226: Đường người đi xe đạp cắt ngang
W.227: Công trường
W.228a: Đá lở từ bên trái
W.228b: Đá lở từ bên phải
W.228c: Sỏi đá bắn lên
W.228d: Nền đường yếu
W.229: Dải máy bay lên xuống
W.230: Gia súc
W.231: Thú rừng vượt qua đường
W.232: Gió ngang (thường đặt thêm thiết bị đo gió ở các khu vực này để cho biết cường độ gió)
W.233: Nguy hiểm khác
W.234: Giao nhau với đường hai chiều
W.235: Đường đôi
W.236: Kết thúc đường đôi
W.237: Cầu vồng
W.238: Đường cao tốc phía trước
W.239a: Đường cáp điện ở phía trên (kèm thêm biển S509a: Chiều cao an toàn)
W.239b: Chiều cao tĩnh không thực tế
W.240: Đường hầm
W.241: Ùn tắc giao thông
W.242a: Giao nhau vuông góc với một cặp đường ray
W.242b: Giao nhau vuông góc với nhiều cặp đường ray
W.243a: Báo trước giao nhau không vuông góc với đường sắt (50m)
W.243b: Báo trước giao nhau không vuông góc với đường sắt (100m)
W.243c: Báo trước giao nhau không vuông góc với đường sắt (150m)
W.244: Đoạn đường hay xảy ra tai nạn
W.245a: Đi chậm
W.245b: Đi chậm (song ngữ)
W.246a: Chú ý chướng ngại vật – vòng tránh ra hai bên
W.246b: Chú ý chướng ngại vật – vòng tránh sang bên trái
W.246c: Chú ý chướng ngại vật – vòng tránh sang bên phải
W.247: Chú ý xe đỗ

## Biển báo hiệu lệnh
Nhóm biển hiệu lệnh là nhóm biển để báo các hiệu lệnh phải chấp hành. Người tham gia giao thông phải chấp hành các hiệu lệnh trên biển báo (trừ một số biển đặc biệt). Các biển có dạng hình tròn trên nền xanh lam (riêng biển STOP hình bát giác đều với nền màu đỏ) có hình vẽ màu trắng đặc trưng cho hiệu lệnh nhằm báo cho người tham gia giao thông đường biết.

R.122: Dừng lại
R.301a: Các xe chỉ được đi thẳng
R.301b: Các xe chỉ được rẽ phải
R.301c: Các xe chỉ được rẽ trái
R.301d: Các xe chỉ được rẽ phải
R.301e: Các xe chỉ được rẽ trái
R.301f: Các xe chỉ được đi thẳng và rẽ phải
R.301g: Các xe chỉ được đi thẳng và rẽ trái
R.301h: Các xe chỉ được rẽ trái và rẽ phải
R.302a: Phải đi vòng sang bên phải
R.302b: Phải đi vòng sang bên trái
R.302c: Có thể đi vòng sang trái hoặc phải
R.303: Nơi giao nhau chạy theo vòng xuyến
R.304: Đường dành cho xe thô sơ
R.305: Đường dành cho người đi bộ
R.306: Tốc độ tối thiểu cho phép
R.307: Hết tốc độ tối thiểu
R.308a: Tuyến đường cầu vượt cắt qua
R.308b: Tuyến đường cầu vượt cắt qua
R.309: Ấn còi
R.310a: Xe chở hàng nguy hiểm chỉ được rẽ trái
R.310b: Xe chở hàng nguy hiểm chỉ được đi thẳng
R.310c: Xe chở hàng nguy hiểm chỉ được rẽ phải
R.403a: Đường dành cho xe ô tô
R.403b: Đường dành cho xe ô tô và xe máy
R.403c: Đường dành cho xe buýt
R.403d: Đường dành cho xe ô tô con
R.403e: Đường dành cho xe máy
R.403f: Đường dành cho xe máy và xe đạp
R.403g: Đường dành cho xe chở hàng bốn bánh gắn động cơ
R.403h: Đường dành cho xe chở người bốn bánh gắn động cơ
R.403k: Đường dành cho xe chở hàng, xe chở người bốn bánh gắn động cơ
R.404a: Hết đường dành cho xe ô tô
R.404b: Hết đường dành cho xe ô tô, xe máy
R.404c: Hết đường dành cho xe buyt
R.404d: Hết đường dành cho xe ô tô con
R.404e: Hết đường dành cho xe máy
R.404f: Hết đường dành cho xe máy và xe đạp
R.404g: Hết đường dành cho xe chở hàng bốn bánh gắn động cơ
R.404h: Hết đường dành cho xe chở người bốn bánh gắn động cơ
R.404k: Hết đường dành cho xe chở hàng, xe chở người bốn bánh gắn động cơ
R.415a: Phân làn
R.415b: Hết phân làn
R.420: Bắt đầu khu đông dân cư
R.421: Hết khu đông dân cư

### Biển báo chỉ báo khu vực

R.E.9a: Bắt đầu khu vực cấm đỗ xe
R.E.10a: Hết khu vực cấm đỗ xe
R.E,11a: Đường hầm
R.E,11b: Kết thúc đường hầm

## Biển chỉ dẫn

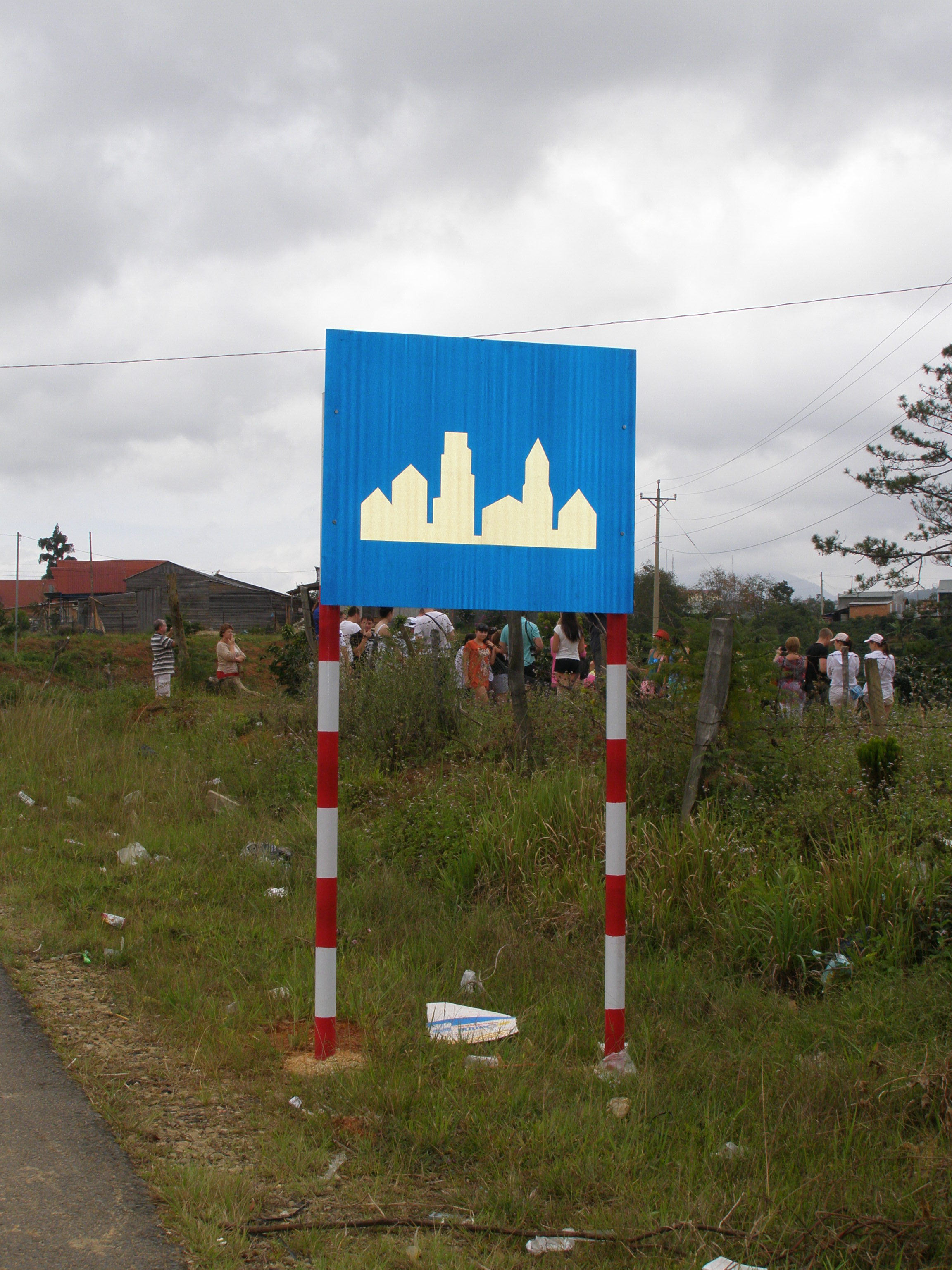
Biển I.420 – bắt đầu khu đông dân cư – ở Đà Lạt.

Nhóm biển chỉ dẫn là nhóm biển báo dùng để cung cấp thông tin và các chỉ dẫn cần thiết cho người tham gia giao thông. Biển chỉ dẫn chủ yếu có hình chữ nhật hoặc hình vuông hoặc hình mũi tên, nền màu xanh lam.

I.401: Bắt đầu đường ưu tiên
I.402: Hết đoạn đường ưu tiên
I.405a: Đường cụt ở bên phải
I.405b: Đường cụt ở bên trái
I.405c: Đường cụt phía trước
I.406: Được ưu tiên qua đường hẹp
I.407a: Đường một chiều
I.407b: Đường một chiều
I.407c: Đường một chiều
I.408: Nơi đỗ xe
I.408a: Nơi đỗ xe một phần trên hè phố
I.409: Chỗ quay xe
I.410: Khu vực quay xe
I.413a: Đường phía trước có làn đường dành cho ô tô khách
I.413b: Rẽ ra đường có làn đường dành cho ô tô khách
I.413c: Rẽ ra đường có làn đường dành cho ô tô khách
I.414a: Chỉ hướng đường
I.414b: Chỉ hướng đường
I.414c: Chỉ hướng đường
I.414d: Chỉ hướng đường
I.415: Mũi tên chỉ hướng đi
I.416: Đường tránh
I.417a: Chỉ hướng đường phải đi cho từng loại xe
I.417b: Chỉ hướng đường phải đi cho từng loại xe
I.417c: Chỉ hướng đường phải đi cho từng loại xe
I.418: Lối đi ở những vị trí cấm rẽ
I.419a: Chỉ dẫn địa giới
I.419b: Chỉ dẫn địa giới (song ngữ)
I.422a: Di tích lịch sử
I.422b: Di tích lịch sử (song ngữ)
I.423a: Vị trí người đi bộ sang ngang bên trái
I.423b: Vị trí người đi bộ sang ngang bên phải
I.423c: Điểm bắt đầu đường đi bộ
I424a: Cầu vượt qua đường cho người đi bộ bên trái
I424b: Cầu vượt qua đường cho người đi bộ bên phải
I424c: Hầm chui qua đường cho người đi bộ bên trái
I424d: Hầm chui qua đường cho người đi bộ bên phải
I425: Bệnh viện
I.426: Trạm cấp cứu
I.427a: Trạm sửa chữa
I.427b: Trạm kiểm tra tải trọng xe
I.428: Trạm xăng
I.429: Nơi rửa xe
I.430: Điện thoại
I.431: Trạm dừng nghỉ
I.432: Khách sạn
I.433a: Nơi nghỉ mát
I.433b: Nơi cắm trại
I.433c: Nơi dành cho nhà lưu động
I.433d: Nơi cắm trại và nhà lưu động
I.433e: Nhà trọ
I.434a: Bến xe buýt
I.434b: Bến xe tải
I.435: Bến xe điện
I.436: Trạm cảnh sát giao thông
I.437: Đường cao tốc
I.439: Tên cầu
I.440: Đường đang thi công
I.441a: Báo hiệu phía trước có công trường thi công
I.441b: Báo hiệu phía trước có công trường thi công
I.441c: Báo hiệu phía trước có công trường thi công
I.442: Chợ
I.443: Xe kéo rơ-moóc
I.444a: Biển báo ga tàu
I.444b: Biển báo sân bay
I.444c: Biển báo bãi đậu xe
I.444d:  Biển báo bến xe khách đường dài
I.444e: Biển chỉ dẫn trạm cấp cứu
I.444f: Biển báo bến tàu khách
I.444g: Biển chỉ dẫn khu danh thắng và du lịch
I.444h: Biển chỉ dẫn trạm xăng
I.444i: Biển chỉ dẫn trạm rửa xe
I.444j: Biển chỉ dẫn bến phà
I.444k: Biển báo ga tàu điện ngầm
I.444l: Biển chỉ dẫn khu vực dịch vụ cho khách đi đường
I.444m: Biển báo trạm sửa chữa xe
I.445a: Đường trơn, chạy chậm
I.445b: Đường dốc, chạy chậm
I.445c: Đường nhiều sương mù
I.445d: Nền đường yếu
I.445e: Xe lớn đi sát về bên phải
I.445f: Chú ý gió ngang
I.445g: Đoạn đường hay xảy ra tai nạn
I.445h: Xuống dốc liên tục
I.446: Nơi đỗ xe dành cho người khuyết tật
I.447a: Biển báo cầu vượt liên thông
I.447b: Biển báo cầu vượt liên thông
I.447c: Biển báo cầu vượt liên thông
I.447d: Biển báo cầu vượt liên thông
I.448: Làn đường cứu nạn hay làn thoát xe khẩn cấp
I.449: Biển tên đường xuyên Á

### Biển chỉ dẫn trên đường cao tốc

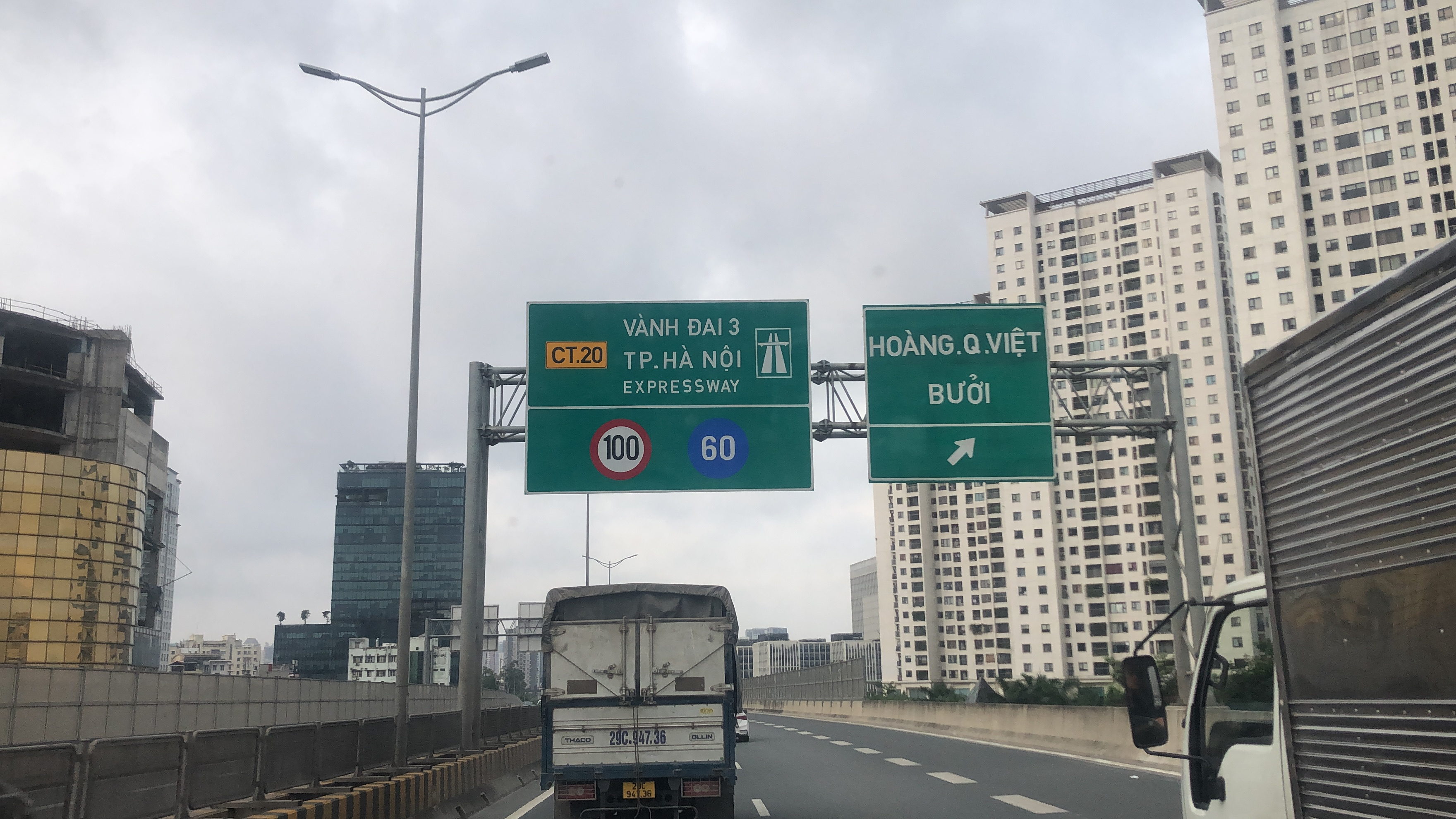
Biển IE.452 và IE.464a trên đường Vành đai 3 (Hà Nội)

Nhóm biển chỉ dẫn trên đường cao tốc được dùng để cung cấp thông tin đầy đủ, chính xác cho người điều khiển phương tiện nhằm lái xe an toàn trên đường cao tốc và đi đến địa điểm mong muốn. Những biển báo này được viết bằng cả tiếng Việt và tiếng Anh, thường được thể hiện bằng màu trắng trên nền màu xanh lá cây với đường viền mép biển là màu trắng. 

IE.450a: Khoảng cách đến nút giao với đường dẫn vào đường cao tốc
IE.450b: Sơ đồ đến nút giao với đường dẫn vào đường cao tốc
IE.451a: Khoảng cách đến lối vào đường cao tốc
IE.451b: Lối vào đường cao tốc
IE.452: Bắt đầu đường cao tốc
IE.453a: Khoảng cách đến điểm kết thúc đường cao tốc
IE.453b: Điểm kết thúc đường cao tốc
IE.453c: Hết đường cao tốc
IE.454: Khoảng cách đến lối ra phía trước
IE.455: Khoảng cách đến các lối ra tiếp theo
IE.456a: Khoảng cách đến trạm dừng nghỉ
IE.456b: Hướng rẽ đến trạm dừng nghỉ
IE.456c: Lối vào trạm dừng nghỉ
IE.457a: Khoảng cách đến nơi đỗ xe trong trạm dừng nghỉ
IE.457b: Hướng rẽ đến vị trí bãi đỗ xe trong trạm dừng nghỉ
IE.458: Khoảng cách đến các trạm dừng nghỉ tiếp theo
IE.459a: Khoảng cách đến khu tham quan, du lịch
IE.459b: Hướng rẽ vào khu tham quan, du lịch
IE.460a: Cột kilômét (một chữ số)
IE.460b: Cột kilômét (hai chữ số)
IE.460c: Cột kilômét (ba chữ số)
IE.461a: Khoảng cách đến khu dịch vụ công cộng, giải trí
IE.461b: Hướng rẽ đến khu dịch vụ công cộng, giải trí
IE.461c: Hướng rẽ vào khu dịch vụ công cộng
IE.461d: Hướng rẽ vào khu giải trí
IE.462: Tần số trên sóng radio
IE.463a: Khoảng cách đến trạm kiểm tra tải trọng xe
IE.463b: Hướng rẽ vào nơi đặt trạm kiểm tra tải trọng xe
IE.463c: Lối vào trạm kiểm tra tải trọng xe
IE.464a: Lối ra một chiều
IE.464b: Hướng ra
IE.465: Địa điểm và khoảng cách
IE.466: Sơ đồ lối ra một chiều
IE.467a: Khoảng cách đến vị trí nhập làn xe
IE.467b: Vị trí nhập làn xe
IE.468a: Chướng ngại vật phía trước
IE.468b: Chướng ngại vật phía trước
IE.468c: Chướng ngại vật phía trước
IE.469a: Hướng rẽ phải
IE.469b: Hướng rẽ trái
IE.470: Số điện thoại khẩn cấp
IE.471: Giữ khoảng cách lái xe an toàn
IE.472a: Khoảng cách đến trạm thu phí
IE.472b: Trạm thu phí
IE.472c: Thu phí không dừng
IE.472d: Rút thẻ
IE.472e: Thu phí
IE.473: Giảm tốc độ
IE.474: Lối ra đường cao tốc

#### Một số biển báo khác trên cao tốc

Khoảng cách đến dải dừng xe khẩn cấp (Dùng cho các tuyến cao tốc không có làn dừng khẩn cấp liên tục)

## Các biển phụ
Nhóm biển phụ, biển viết bằng chữ là nhóm biển nhằm thuyết minh bổ sung nội dung nhóm biển bên trên hoặc được sử dụng độc lập.

S.501: Phạm vi tác dụng của biển
S.502: Khoảng cách đến đối tượng báo hiệu
S.503a: Hướng tác dụng của biển
S.503b: Hướng tác dụng của biển
S.503c: Hướng tác dụng của biển
S.503d: Hướng tác dụng của biển
S.503e: Hướng tác dụng của biển
S.503f: Hướng tác dụng của biển
S.504: Làn đường
S.505a: Loại xe
S.505b: Loại xe hạn chế qua cầu
S.505c: Tải trọng trục hạn chế qua cầu
S.506a: Hướng đường ưu tiên
S.506b: Hướng đường ưu tiên
S.507: Hướng rẽ
S.508a: Biểu thị thời gian
S.508b: Biểu thị thời gian
S.509a: Chiều cao an toàn
S.509b: Cấm đỗ xe
S.510a: Chú ý đường trơn có băng tuyết
S.G,7: Địa điểm cắm trại
S.G,8: Địa điểm nhà trọ

## Trước đây

### Phiên bản QCVN cũ
Những biển sau đây là phiên bản cũ xuất hiện trong các phiên bản QCVN trước đây không còn hiệu lực hiện tại. Các phiên bản sau này đều giống các phiên bản cũ này, chỉ sửa đổi nhỏ ở ở một số chi tiết hoặc hình phương tiện, ví dụ như hình ô tô. Một số tuyến đường vẫn còn tồn tại các biển báo này.

P.125: Cấm vượt (2016-2019)
P.126: Cấm ô tô tải vượt (2016-2019)
DP.133: Hết cấm vượt (2016-2024)
DP.134: Hết hạn chế tốc độ tối đa (2016-2024)

### Trước 1975

Biển STOP (Việt Nam Cộng hòa)

## Ảnh chụp

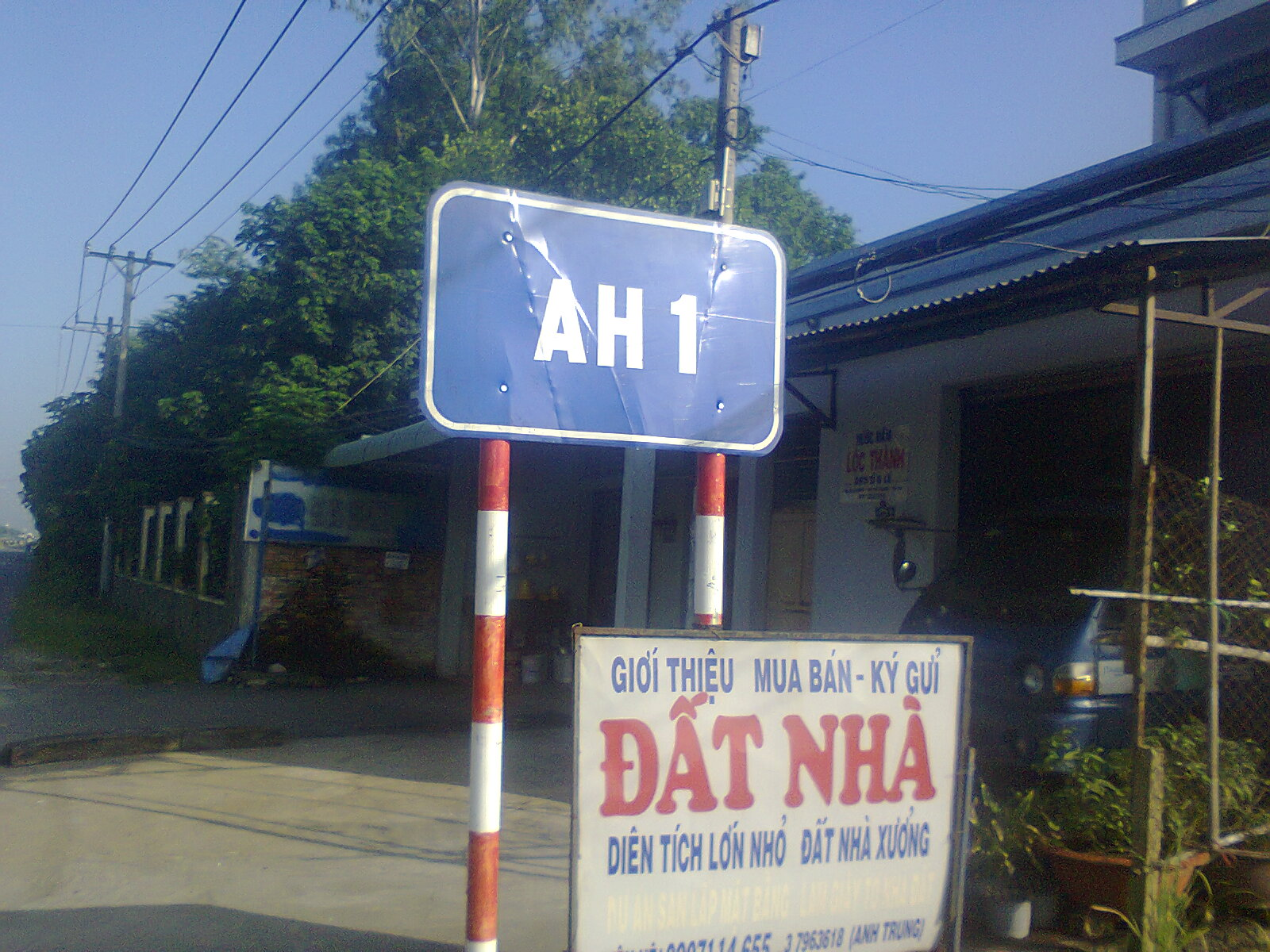
Biển I.449 – biển tên đường xuyên Á – trên quốc lộ 22
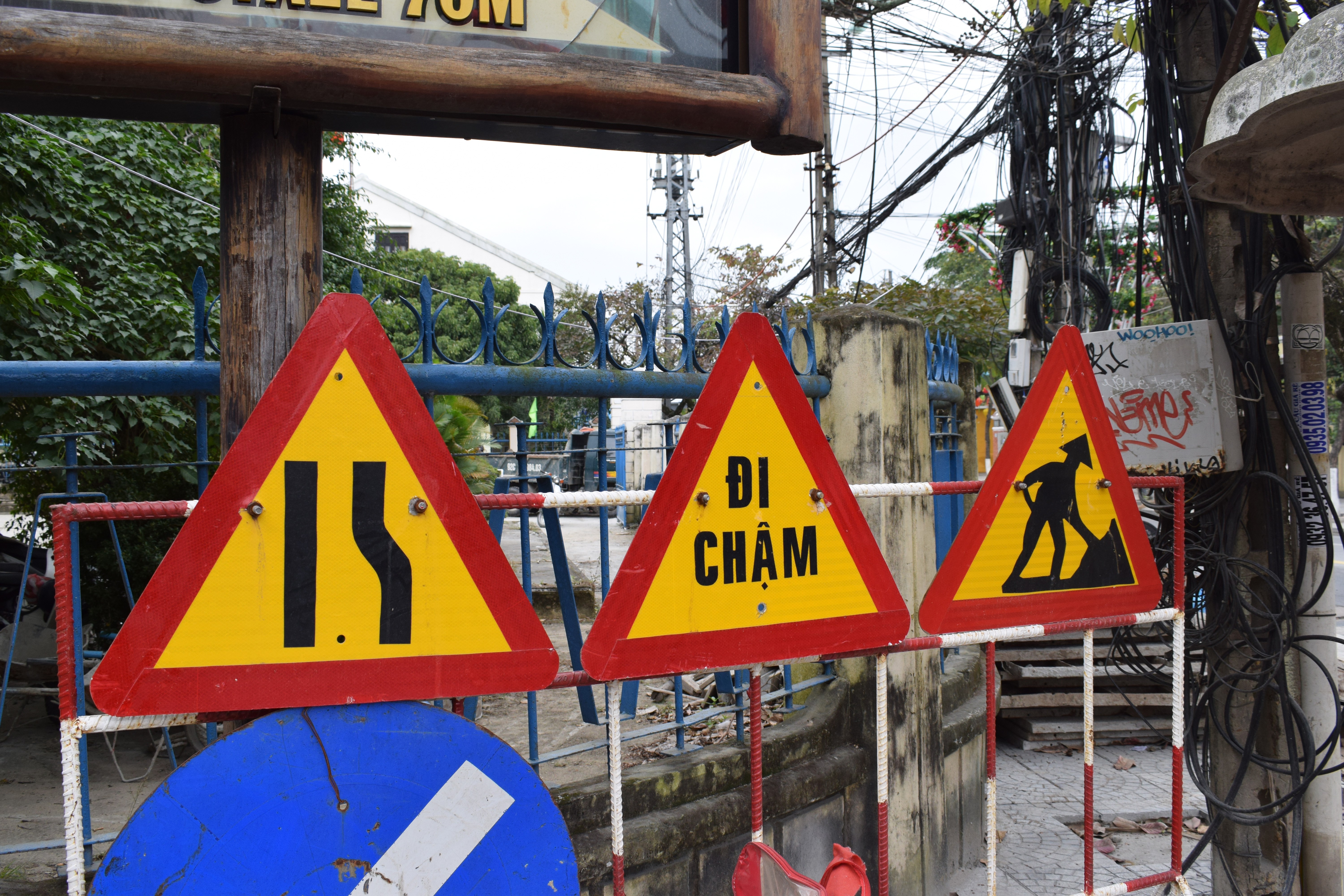
Biển báo nguy hiểm được dùng làm biển báo tạm thời
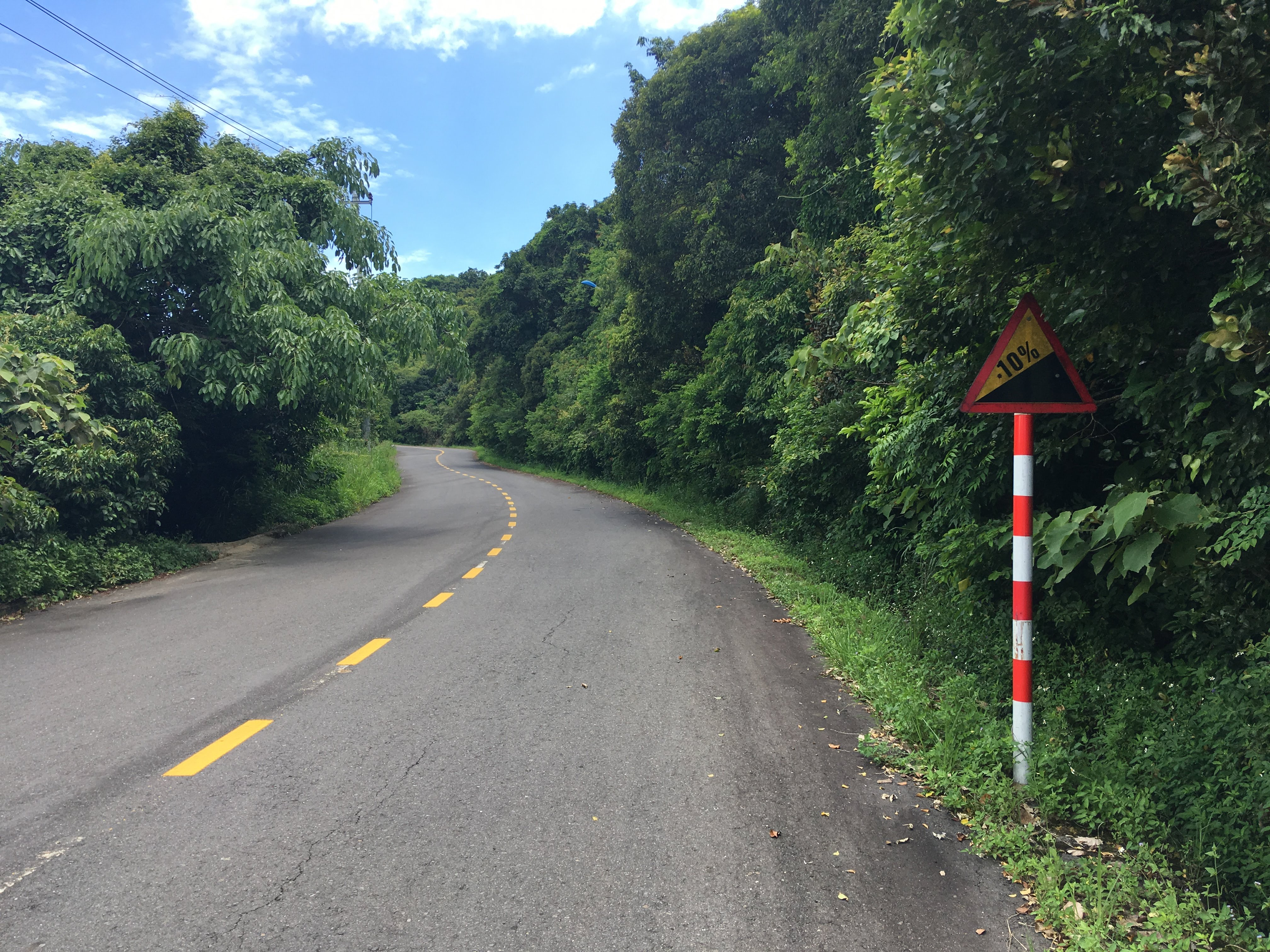
Biển W.220 ở Sơn Trà